# Batrachoseps stebbinsi
Batrachoseps stebbinsi är en groddjursart som beskrevs av Arden H. Brame, Jr. och Murray 1968. Batrachoseps stebbinsi ingår i släktet Batrachoseps och familjen lunglösa salamandrar. IUCN kategoriserar arten globalt som sårbar. Inga underarter finns listade.